# 필리프 데브뢰 백작

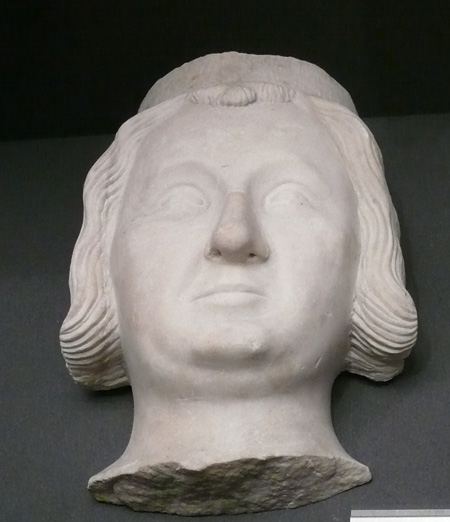
필리페 3세

필리프 데브뢰(프랑스어: Philippe d'Évreux) 또는 필리페 3세 나파로아코아(바스크어: Filipe III.a Nafarroakoa)는 에브뢰 백작이자 나바라 왕국의 호아나 2세와 공동왕(명예왕)이다. 고귀왕(바스크어: Noblea), 현명왕(바스크어: jakintsua)이라고도 불린다.